# 28720 Krystalrose
28720 Krystalrose este un asteroid din centura principală de asteroizi.

## Descriere
28720 Krystalrose este un asteroid din centura principală de asteroizi. A fost descoperit pe 7 aprilie 2000 la Socorro, New Mexico, în cadrul proiectului LINEAR. Asteroidul prezintă o orbită caracterizată de o semiaxă mare de 2,54 ua, o excentricitate de 0,15 și o înclinație de 3,5° în raport cu ecliptica.